# Gelidocalamus annulatus
Gelidocalamus annulatus är en gräsart som beskrevs av Tai Hui Wen. Gelidocalamus annulatus ingår i släktet Gelidocalamus och familjen gräs. Inga underarter finns listade i Catalogue of Life.